# علي الحاج (لاعب كرة قدم)
علي جمال الحاج (2 فبراير 2001) هو لاعب كرة قدم لبناني يلعب كمهاجم لنادي العهد والمنتخب اللبناني.

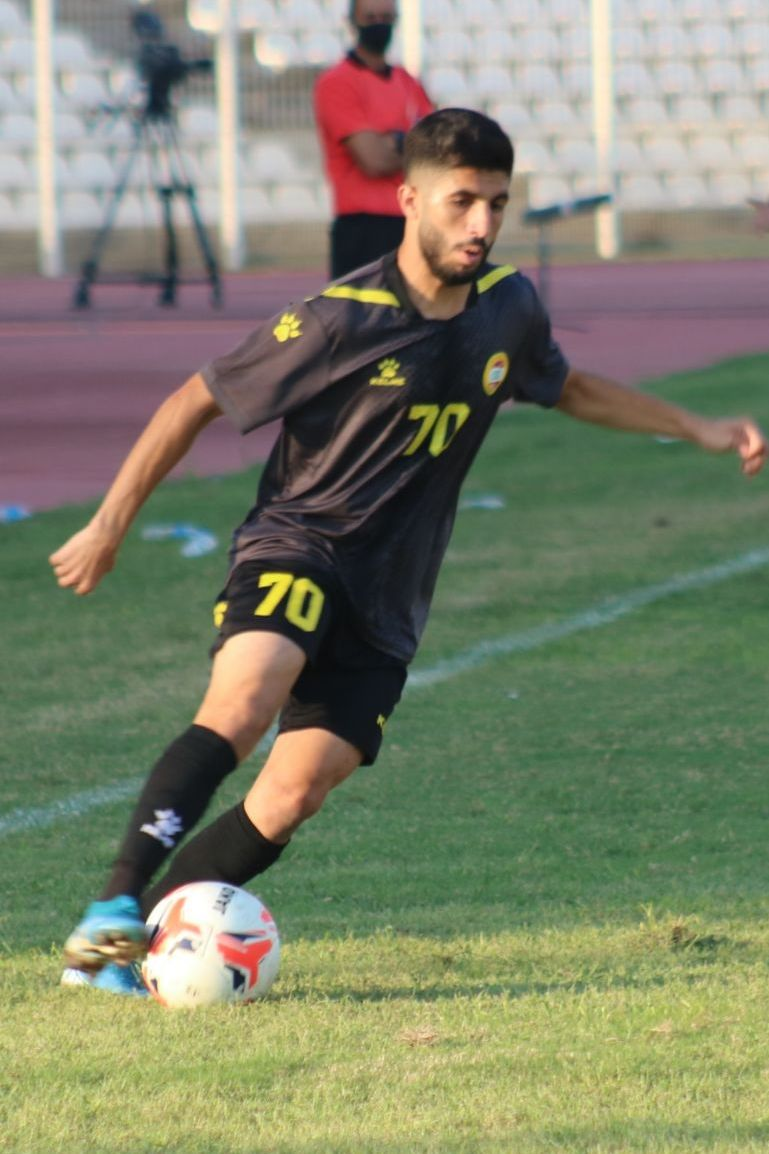
علي الحاج مع العهد في 2020

## مهنة دولية

### الشباب
في 30 كانون الثاني (يناير) 2019، استُدعي للعب مع منتخب لبنان تحت 23 سنة للمشاركة في تصفيات آسيا تحت 23 سنة 2020، واستدعي للمنتخب 23 لاعباً في 15 مارس 2019. ولعب الحاج مرتين في البطولة، ضد الإمارات العربية المتحدة في 22 مارس وجزر المالديف في 26 مارس.

## الإحصائيات

### دولية
| الفريق الوطني | سنة     | الظهور | الأهداف |
| ------------- | ------- | ------ | ------- |
| لبنان         | 2022    | 1      | 0       |
| لبنان         | 2023    | 7      | 1       |
| المجموع       | المجموع | 8      | 1       |

### الأهداف
| # | تاريخ         | مكان                               | الخصم | نتيجة | الحصيلة | مسابقة                     |
| - | ------------- | ---------------------------------- | ----- | ----- | ------- | -------------------------- |
| 1 | 25 يونيو 2023 | ملعب سري كانتيرافا، بنغالور، الهند | بوتان | 2-0   | 4-1     | بطولة آسيا لكرة القدم 2023 |

## الإنجازات
النجمة
- كأس النخبة اللبناني: 2018.[4]
- الدوري اللبناني الممتاز تحت 19 سنة: 2018-19.[5]

العهد
- الدوري اللبناني الممتاز: 2022–23
- كأس الاتحاد اللبناني: 2023

فردي
- أفضل لاعب شاب لبناني: 2017-18.[6]